# Tagaytay City
Tagaytay City (Filipino Lungsod ng Tagaytay) ist eine Stadt in der philippinischen Provinz Cavite im Süden der Insel Luzon. Die Stadt hat 62.030 Einwohner (Stand: 2010), liegt auf 634 m über dem Meeresniveau und stellt somit den höchsten Punkt der Provinz dar. Tagaytay City liegt ca. 60 km (Fahrtstrecke) südlich von Manila.

## Barangays (Stadtviertel)
Asisan, Bagong Tubig, Calabuso (Calabuso South & North), Dapdap East, Dapdap West, Francisco (San Francisco), Guinhawa North, Guinhawa South, Iruhin East, Iruhin South, Iruhin West, Kaybagal East, Kaybagal North, Kaybagal South (Pob.), Mag-Asawang Ilat, Maharlika East, Maharlika West, Maitim 2nd Central, Maitim 2nd East, Maitim 2nd West, Mendez Crossing East, Mendez Crossing West, Neogan, Patutong Malaki North, Patutong Malaki South, Sambong, San Jose, Silang Junction North, Silang Junction South, Sungay East, Sungay West, Tolentino East, Tolentino West, Zambal

## Söhne und Töchter der Stadt
- Abraham Tolentino (* 1964), Bürgermeister und Sportfunktionär